# 1808年アメリカ合衆国大統領選挙
1808年アメリカ合衆国大統領選挙（1808ねんアメリカがっしゅうこくだいとうりょうせんきょ、英語: United States presidential election, 1808）は、1808年11月4日から12月7日にかけて施行されたアメリカ合衆国の大統領および副大統領を選出する選挙（第6回）である。

## 主な日程

### 1808年
- 11月4日：各州で選挙人選出手続終了。
- 12月7日：大統領選挙人による投票。

### 1809年
- 2月8日：大統領選挙人による投票を開票。

## 概要
アメリカ合衆国の民主共和党候補者ジェームズ・マディソンが連邦党から出馬したチャールズ・コーツワース・ピンクニーを破って当選した選挙である。マディソンは現職のトーマス・ジェファーソン大統領の下で国務長官を務めており、ピンクニーは1804年の選挙でも敗れた連邦党の候補者だった。
ジェファーソンの下で副大統領を務めていたジョージ・クリントンも大統領候補となり、マディソンの立候補を認めなかった民主共和党の一派から選挙人投票で6票を獲得した。
この選挙は、新しい大統領が選ばれたが現職の副大統領がその任務を継続したことでは、アメリカ合衆国の歴史の中でも2例しかないものの最初の例である（もう一つの例は1828年の選挙におけるジョン・カルフーンだった）。

## 民主共和党の候補者指名
指名は連邦議会議員の党員集会で行われた。トーマス・ジェファーソンは引退の用意があり、民主共和党党員集会はバージニア州出身の国務長官ジェームズ・マディソンをその後継者に指名した。ジェームズ・モンローも州の権限を支持する共和党員の支持で指名候補であった。また、ジョージ・クリントンはニューヨーク州共和党の支持で指名候補になった。党員集会ではクリントンを2期目の副大統領候補に指名した。

## 連邦党の候補者指名
連邦党党員集会はサウスカロライナ州出身のチャールズ・コーツワース・ピンクニー将軍と元アメリカ合衆国上院議員でニューヨーク州出身のルーファス・キングを指名した。

## 選挙人の選出
| 選挙人の選出                                                  | |
| 選挙人の選定方法                                              | 州 |
| 各選挙人は州議会で指名                                        | コネチカット州 デラウェア州 ジョージア州 マサチューセッツ州 ニューヨーク州 サウスカロライナ州 バーモント州 |
| 州全体の投票で選挙人を選出                                    | ニューハンプシャー州 ニュージャージー州 オハイオ州 ペンシルベニア州 ロードアイランド州 バージニア州        |
| 州を選挙人選挙区に分割し、その地区毎の選挙で1人の選挙人を選出 | ケンタッキー州 メリーランド州 ノースカロライナ州 テネシー州                                                |

## 選挙運動
この選挙はジェファーソンによる1807年の通商禁止法に対する反対が焦点になった。この法はヨーロッパとの貿易を停止するものであり、ニューイングランドの商人に特に悪影響を及ぼし、イギリスよりもフランスの肩を持つものと考えられた。それにも拘わらずジェファーソンのアメリカにおける人気は絶大であり、1804年選挙の時ほどではないにしてもピンクニーは完敗した。ピンクニーはニューイングランド以外では一握りの選挙人を確保しただけだった。

## 選挙結果
マディソンは一般選挙で3分の2近い64.7%を確保し、選挙人選挙でも圧勝した。
ピンクニーは1804年選挙の時の選挙人を確保した上に、ニューハンプシャー州、マサチューセッツ州、ロードアイランド州の全選挙人とノースカロライナ州の3人を確保した。ノースカロライナを除いては、すべてニューイングランドで回復した。
ジョージ・クリントンに投票した造反者はすべてニューヨーク州の選挙人だった。ケンタッキー州の選挙人1人は投票しなかった。
| 大統領候補                                                                                | 大統領候補       | 選挙人投票 | 選挙人投票 | 一般投票 | 一般投票 | 副大統領候補                            | 選挙人投票 | 選挙人投票 |
| 氏名 出身州                                                                               | 所属政党         | 得票数     | 得票率     | 得票数   | 得票率   | 氏名 出身州                             | 得票数     | 得票率     |
| ----------------------------------------------------------------------------------------- | ---------------- | ---------- | ---------- | -------- | -------- | --------------------------------------- | ---------- | ---------- |
| ジェームズ・マディソン バージニア州                                                       | 民主共和党       | 122        | 69.71      | 124,732  | 64.73    | ジョージ・クリントン ニューヨーク州     | 113        | 64.57      |
| ジェームズ・マディソン バージニア州                                                       | 民主共和党       | 122        | 69.71      | 124,732  | 64.73    | ジョン・ラングドン ニューハンプシャー州 | 9          | 5.14       |
| チャールズ・コーツワース・ピンクニー サウスカロライナ州                                   | 連邦党           | 47         | 26.86      | 62,431   | 32.40    | ルーファス・キング ニューヨーク州       | 47         | 26.86      |
| ジョージ・クリントン ニューヨーク州                                                       | 民主共和党       | 6          | 3.43       | -        | -        | ジェームズ・マディソン バージニア州     | 3          | 1.71       |
| ジョージ・クリントン ニューヨーク州                                                       | 民主共和党       | 6          | 3.43       | -        | -        | ジェームズ・モンロー バージニア州       | 3          | 1.71       |
| ジェームズ・モンロー バージニア州                                                         | 民主共和党       | 0          | 0.00       | 4,848    | 2.52     | -                                       | -          | -          |
| 非拘束選挙人                                                                              | 非拘束選挙人     | 0          | 0.00       | 680      | 0.35     | -                                       | -          | -          |
| 有効票                                                                                    | 有効票           | 175        | 100.00     | 192,691  | 100.00   |                                         | 175        | 100.00     |
| 無効票・白票                                                                              | 無効票・白票     | 0          | 0.00       | 不明     | 不明     |                                         | 0          | 0.00       |
| 投票総数                                                                                  | 投票総数         | 175        | 100.00     | 不明     | 100.00   |                                         | 175        | 100.00     |
| 有権者（投票率）                                                                          | 有権者（投票率） | 176        | 99.43      | 不明     | 不明     |                                         | 176        | 99.43      |
| 出典：Electoral College Box Scores 1789-1996, U.S. President National Vote. Our Campaigns |                  |            |            |          |          |                                         |            |            |